# Antonino Biffi
Antonino Biffi také Antonio (* 1666 Benátky – 1732 nebo 1736? tamtéž) byl italský barokní skladatel.

## Život
Antonino Biffi studoval pravděpodobně u Giovanniho Legrenzi. V červenci 1692 se stal zpěvákem ve sboru baziliky svatého Marka. Už po týdnu mu bylo svěřeno zastupování kapelníka Gian Domenica Partenia. Po jeho smrti v roce 1701 požádal Biffi o uvolněné místo. Jeho konkurenty byli dosavadní zástupce kapelníka Carlo Francesco Pollarolo a varhaníci v bazilice svatého Marka Antonio Lotti a Benedetto Vinaccesi. V soutěži zvítězil a funkci kapelníka zastával až do své smrti. Byl také sbormistrem v Ospedale di San Lazzaro dei Mendicanti. Z jeho studentů vynikli zejména Giovanni Battista Ferrandini, Domenico Alberti a Daniel Gottlieb Treu.
Biffiho komponoval téměř výhradně chrámovou hudbu. Jeho skladby jsou ovlivněny benátskou školou, která se vyznačuje expresivitou a barevností.

## Dílo (výběr)
- Il figliuol prodigo (oratorium, libretto R. Ciallis, 1769, Benátky, ztraceno)
- Manna in deserto (oratorium, 1723, Benátky, ztraceno)
- 6 Salmi (žalmy)
  - Ecce quam bonus per 2 voci
  - Et exultavit con meum per 2 voci
  - Miserere per 4 voci e violini, viole e organo
  - Natus in ludea per 3 voci e basso continuo
  - Quia laetatus per 2 voci e basso continuo
  - Repleti prius per 2 voci e organo
- Mše
- Moteta
- Církevní kantáty
- 3 světské kantáty: Amante moribondo, Adorar beltà, La primavera